# Доверенное лицо (роман)
«Доверенное лицо» (англ. The Confidential Agent; 1939) — роман Грэма Грина в жанре политического детектива с элементами психологического детектива (автор постоянно описывает душевное состояние героя, и многие повороты сюжета обусловлены душевным потрясением героя). Издавался также под названием "Тайный агент" (в переводе М.Виленского и Зиновия Юрьева).

## Сюжет
В одной европейской стране идёт гражданская война — в какой именно, прямо не называется, но из контекста романа очевидно, что это Испания 1936-39 годов. Специальный посланник Д. одной из противоборствующих сторон (республиканцев) прибывает в Англию с секретной миссией — заключить договор на поставку в его страну угля. Буквально в первые же минуты пребывания на английской земле судьба сводит этого посланника с дочерью того самого промышленника, с которым он должен заключить контракт. Одновременно в Англию прибывает Л. — агент другой противоборствующей в гражданской войне стороны (мятежников). Этот агент имеет цель, во-первых, сорвать заключение контракта между республиканцами и англичанами и, во-вторых, заключить контракт на поставку того же угля для  мятежников. События происходят в то время, когда чаша весов в войне неумолимо склоняется на сторону мятежников. В этой обстановке некоторые люди, ранее служившие делу республиканцев, начинают переходить на сторону мятежников, в результате чего Д. сталкивается с предательством. Сам же Д. до конца сохраняет верность своим идеалам. Агенту Л. удается добиться первой своей цели — сорвать подписание договора с республиканцами, но и сделка в пользу мятежников тоже срывается.

## Экранизации
- 1945 — Confidential Agent